# Maria Amália Vaz de Carvalho
Maria Amália Vaz de Carvalho (Lisboa, 1 de Fevereiro de 1847 — Lisboa, 24 de Março de 1921) foi uma escritora polígrafa e poetisa, activista feminina, autora de contos e poesia, mas também de ensaios e biografias. Colaborou em diversos jornais e revistas, nomeadamente: Renascença (1878-1879), A Mulher  (1879), A illustração portugueza: semanário (1884-1890), Ilustração Popular (1884), A semana de Lisboa (1893-1895), Branco e Negro (1896-1898),  Brasil-Portugal (1899-1914), Ilustração portugueza (1903-1923), O Occidente (1878-1915) e Contemporânea (1915-1926), publicando crónicas de crítica literária e opiniões sobre ética e educação, para além de ter analisado, com notável clarividência, a condição e o papel da mulher na sociedade do seu tempo. Também teve textos veiculados em A Mensageira, revista literária dedicada à mulher brasileira, de São Paulo. Foi a primeira mulher a ingressar na Academia das Ciências de Lisboa, eleita em 13 de Junho de 1912.

## Biografia
Nascida em 1 de Fevereiro de 1847, no número 88 da rua dos Poiais de São Bento, freguesia de Santa Catarina (Lisboa), Maria Amália Vaz de Carvalho, foi baptizada em 2 de Março do dito ano na Igreja Paroquial de Santa Catarina, tendo como padrinhos o tio materno, João Eduardo de Almeida e Albuquerque e a tia paterna, Maria Rosa Vaz de Carvalho. Era filha de José Vaz de Carvalho (Pena (Lisboa), 1 de Janeiro de 1823 - São Mamede (Lisboa), 24 de Junho de 1876), deputado, sobrinho paterno do 1.º Visconde de Monção, e de sua mulher, D. Maria Cristina de Almeida e Albuquerque (Benfica (Lisboa), 24 de Julho de 1814 - Santa Catarina (Lisboa), 25 de Junho de 1880), descendente do chanceler-mor do reino D. José Vaz de Carvalho no tempo de D. João V, que vivia no Palácio de Pintéus tal como seu marido, casados em 2 de Setembro de 1843 na Igreja Paroquial de Santa Isabel (Lisboa). Neta pela via paterna de Rodrigo Vaz de Carvalho e sua prima direita D. Maria Amália de Azevedo Sá Coutinho (filha de D. Rodrigo de Azevedo Sá Coutinho, descendente e representante do famoso poeta Francisco Sá de Miranda), materna de Bento de Almeida Vieira de Albuquerque e de D. Ana Justina de Moura Furtado. Tinha um irmão mais velho: José Vaz de Carvalho; uma irmã mais nova, Maria do Carmo Vaz de Carvalho; e um irmão mais novo, José Vaz de Carvalho, filho de uma relação ilegítima de seu pai com Amélia Perpétua Falcó, falecido em 29 de Junho de 1901.
Em 12 de Março de 1874, casou na Igreja Paroquial de Santo Antão do Tojal (Loures), com António Cândido Gonçalves Crespo (1846-1883), também poeta. O casamento da sua irmã Maria do Carmo com Cristóvão Aires de Magalhães Sepúlveda (1853-1930), foi conjunto com o seu. Enviuvou em 11 de Junho de 1883, com apenas 36 anos, ficando com dois filhos menores, dando à luz um mês depois mas perdendo a criança no parto. A sua avó paterna, Maria Amália de Azevedo Sá Coutinho, falece a 13 de Setembro do mesmo ano.
Foi a primeira mulher a entrar para a Academia das Ciencias de Lisboa, tendo sido eleita por unanimidade como sócia-correspondente da mesma, em 13 de junho de 1912. Na mesma altura Carolina Michaelis de Vasconcelos também entrou, tornando-se a primeira mulher a lecionar numa universidade portuguesa em Lisboa e de seguida em Coimbra.
Maria Amália apresentou-se formalmente em 20 de Maio de 1866 a António Feliciano de Castilho, Bulhão Pato, Tomás Ribeiro, Mendes Leal e Luciano Cordeiro, lendo poemas. A ovoção foi total. No ano seguinte, convidaram-na a publicar um desses poemas, Uma Primavera de Mulher - poema em quatro cantos, que foi prefaciado por Tomás Ribeiro e Castilho. Depois deste seu início como poeta, e graças ao incentivo do tio materno, Luís Albuquerque, começou a escrever na impresa, encontrando nos jornais uma fonte de receita essencial para sustentar a si e aos filhos.
Escreveu em várias publicações portuguesas (Diário Popular, Diário de Notícias, Comércio do Porto, Repórter, Artes e Letras) e brasileiras (O Paiz, Jornal do Comércio, do Rio de Janeiro), com diferentes pseudónimos como Valentina de Sucena e Valentina de Vilhena. A obra de Maria Amália Vaz de Carvalho, tem um carácter de versatilidade pois, para além de obras poéticas, também escreveu contos, ensaios, biografias e crítica literária. Das suas obras, salienta-se Contos para os nossos filhos, uma compilação de contos infantis, publicada em 1886, escrita em parceria com o seu marido, e que foram aprovados pelo Conselho Superior de Instrução Pública para utilização nas escolas primárias.
A bibliografia Vida do Duque de Palmela - D.Pedro de Sousa Holstein publicada entre 1898 e 1903, surgiu após um desafio feito pela sua grande amiga, Maria Luísa Domingas de Sousa Holstein, também conhecida como a 3ª duquesa de Palmela, que lhe deu casa em cascais após a sua volta de Paris. Esse desafio consistia em escrever sobre o seu avô, 1º duque de Palmela, através de documentos que a própria lhe facultou.
A sua crónica Pelo um mundo fora foi escrita com base na sua estadia de dois meses em Paris em 1893, após um convite do escritor Eduardo Prado.
A sua residência foi um dos primeiros salões literários de Lisboa, por onde passaram grandes nomes da literatura, e da cultura, portuguesa, como Eça de Queiroz, Camilo Castelo Branco, Ramalho Ortigão ou Guerra Junqueiro. Correspondeu-se com Antero de Quental, embora nunca se tenham encontrado, e com ele ainda vivo escreveu sobre ele, em Alguns Homens do Meu Tempo,  com independência e simpatia, elogiando a sua sinceridade, perfeição estilística, inteligência e demanda mas criticando a sua inacção budista e apontando ainda a falta do amor plenificante na sua vida.
O fim da sua carreira literária manifestou-se com a emersão da Primeira Guerra Mundial e após a morte da sua filha em 1918.
Devido à sua educação conservadora, Maria Amália, evidenciou-se contra o direito do voto para as mulheres e contra o divórcio.
Maria Amália faleceu aos 74 anos de idade na mesma freguesia onde nasceu, encontrando-se sepultada no Cemitério dos Prazeres, em jazigo.
Em 1933, foi dado o seu nome à antiga Escola D. Maria Pia (actualmente Escola Secundária Maria Amália Vaz de Carvalho) direccionada para o ensino feminino, onde os primeiros cursos ministrados foram os lavores, tipografia, telegrafia e escrituração comercial. Em 1950, a Câmara Municipal de Lisboa homenageou a escritora dando o seu nome a uma rua na zona de Alvalade. Em 1993, o município de Loures instituiu em sua honra o "Prémio Maria Amália Vaz de Carvalho", recordando o facto de a poetisa haver residido durante a sua infância na freguesia de Santo Antão do Tojal, numa quinta em Pintéus, então parte do concelho dos Olivais e actualmente integrada no de Loures.

## Casamento e descendência
Do casamento com Gonçalves Crespo, deixou três filhos:
- Luís Vaz de Carvalho Crespo (Santa Catarina (Lisboa), 24 de Junho de 1878 - Cascais, 27 de Julho de 1959) casou com Maria do Carmo da Guerra Quaresma Viana (1880-1956), com geração;
- Maria Cristina Vaz de Carvalho Crespo Prestage (Santa Catarina (Lisboa), 7 de Março de 1880 - Santa Catarina (Lisboa), 31 de Agosto de 1918) casou com Edgar Prestage (1869-1951), com geração;
- António Cândido Gonçalves Crespo Jr. (Santa Catarina (Lisboa), 17 de Julho de 1883 - Santa Catarina (Lisboa), 17 de Julho de 1883).

## Obras

### Biografias
- Vida do Duque de Palmela D. Pedro de Sousa e Holstein, 1898-1903

### Contos
- Contos para os nossos filhos, 1886
- Contos e Fantasias, 1880

### Crítica Literária
- Alguns Homens do Meu Tempo, 1889 (eBook)
- Pelo Mundo Fora, 1889 (eBook)
- A Arte de Viver na Sociedade, 1897
- Em Portugal e no Estrangeiro, 1899
- Figuras de Hoje e de Ontem, 1902
- Cérebros e Corações, 1903
- Ao Correr do Tempo, 1906
- Impressões da História, 1911
- Coisas do Século XVIII em Portugal, Coisas de Agora, 1913

### Educação e Sociedade
- Mulheres e creanças: nota sobre educação, 1880 (eBook)
- Cartas a Luísa, 1886.
- As Nossas Filhas. Cartas às Mães (edição digital)
- Coisas d'Agora (edição digital)

### Ensaios
- Serões no Campo, 1877

### Poesias
- Uma Primavera de Mulher, 1867
- Vozes no Ermo, 1867

## Dados Bibliográficos
- Redacção Quidnovi (coordenação de José Hermano Saraiva), História de Portugal, Dicionário de Personalidades, volume XIII. Ed. QN-Edição e Conteúdos, S. A., 2004.